# Encarsia persequens
Encarsia persequens är en stekelart som beskrevs av Filippo Silvestri 1927. Encarsia persequens ingår i släktet Encarsia och familjen växtlussteklar.
Artens utbredningsområde är Filippinerna. Inga underarter finns listade i Catalogue of Life.